# Vilma Palma e Vampiros (álbum)
Vilma Palma e Vampiros (también llamado La pachanga) es el nombre del álbum debut homónimo grabado por la banda argentina Vilma Palma e Vampiros, lanzado originalmente en 1991, el cual incluye éxitos como «Un camino hasta vos», «La pachanga», «Bye Bye» y «Cumbia». El álbum alcanzó el disco de oro y doble platino. Todas las canciones fueron escritas y compuestas por Mario "Pájaro" Gómez y Jorge Risso.

## Canciones
| # | Canción               | Duración |
| - | --------------------- | -------- |
| 1 | "La pachanga"         | 04:40    |
| 2 | "Bye Bye"             | 05:45    |
| 3 | "Cumbia"              | 03:05    |
| 4 | "La caca del bandido" | 03:20    |
| 5 | "Un camino hasta vos" | 05:38    |
| 6 | "Lluvia de ácido"     | 03:18    |
| 7 | "Sólo es otro sábado" | 02:39    |
| 8 | "Demasiado tarde"     | 05:48    |
| 9 | "Gin tonic"           | 04:35    |

## Pista adicional
| #  | Canción                       | Duración |
| -- | ----------------------------- | -------- |
| 10 | "La pachanga (versión remix)" | 05:15    |

- Datos: Q20656073